# 阿米利亞 (內布拉斯加州)
阿米利亞（英語：Amelia）是位於美國內布拉斯加州霍爾特縣的非建制地區。

## 歷史
阿米利亞的郵局自1885年營運至今。

## 地理
阿米利亞所處的海拔為高於海平面665米（即2182英呎），而該地所採用的時區為UTC-6，即北美中部时区（CST）。同時該地設有夏令時間，為UTC-6調快一小時，即UTC-5（CDT）。